# Alex Barros

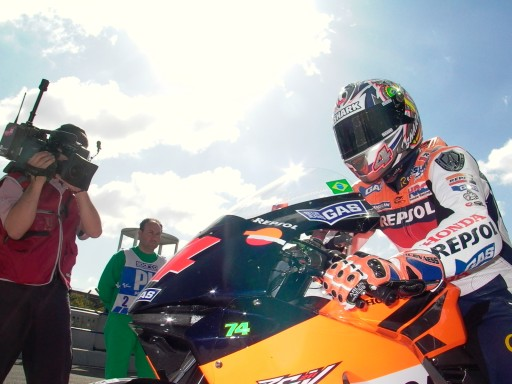
Alex Barros in Jerez 2004

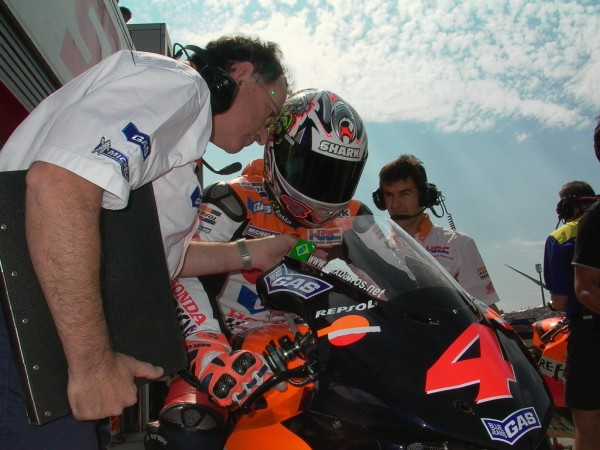
Alex Barros in Motegi 2004

Alexandre „Alex“ Barros (* 18. Oktober 1970 in São Paulo, Brasilien) ist ein ehemaliger brasilianischer Motorradrennfahrer. Mit 276 bestrittenen Rennen war er bis zum 277. Grand Prix Start von Loris Capirossi Rekordhalter in der Motorrad-Weltmeisterschaft.

## Karriere
Barros fuhr seine ersten Rennen im Alter von acht Jahren in der brasilianischen Minibike-Meisterschaft, die er auf Anhieb gewinnen konnte. In den beiden folgenden Jahren gewann er die brasilianische Kleinkraftrad-Meisterschaft, 1981 den nationalen Titel in der Klasse bis 50 cm³ und 1985 den bei den 250ern.
1986 debütierte Barros mit 15 auf der internationalen Bühne der Motorrad-Weltmeisterschaft in der 80-cm³-Klasse und konnte in seiner ersten Saison sechs WM-Punkte einfahren. 1988 folgte der Aufstieg in die Klasse bis 250 cm³, in der er im zweiten Jahr den 18. WM-Platz belegte.
1990 wechselte Barros als jüngster Fahrer aller Zeiten in die 500-cm³-Klasse zu Cagiva. Nach einigen Resultaten in den Punkterängen stand Barros 1992 mit einem dritten Platz in Assen erstmals auf dem Siegerpodest. Der Wechsel zu Suzuki 1993 brachte endgültig den Durchbruch. Beim Grand Prix von Spanien gewann Barros sein erstes von insgesamt sieben Rennen. In den folgenden Jahren war Barros immer konkurrenzfähig und belegte als beste Platzierung fünfmal den vierten WM-Rang. Ende 2005 musste er jedoch dem Nachwuchs Platz machen. Er bekam keinen Vertrag mehr für die Saison 2006 und nahm ein Angebot vom Team Klaffi Honda für die Superbike-Weltmeisterschaft an, wo er sich mit zwei Siegen und dem sechsten WM-Platz gut behaupten konnte.
Für die Saison 2007 kehrte er in die MotoGP-Klasse zurück und pilotierte im D’Antin-Team eine Ducati Desmosedici GP7. Er belegte mit einem dritten Platz als bestes Ergebnis den zehnten WM-Rang.

## Statistik

### In der Motorrad-WM

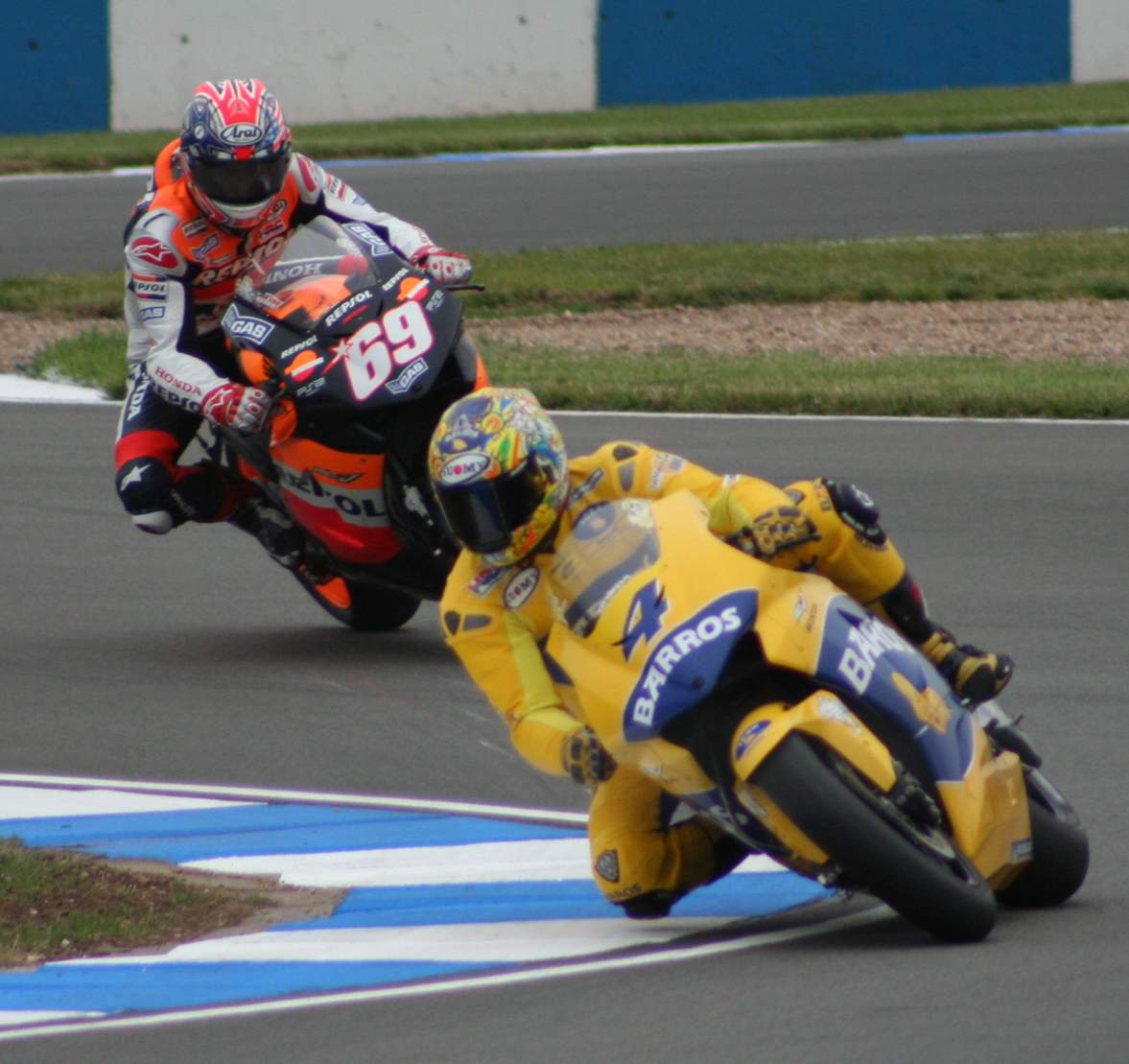
Alex Barros vor Nicky Hayden 2005

| GP-Siege: 7               |              |
| Podiumsplätze: 32         |              |
| Pole-Positions: 5         |              |
| Schnellste Rennrunden: 14 |              |
| GP-Starts:                | 80 cm³: 17   |
| GP-Starts:                | 250 cm³: 14  |
| GP-Starts:                | 500 cm³: 163 |
| GP-Starts:                | MotoGP: 82   |

Stand: nach Saison 2007

### WM-Platzierungen
| Jahr | WM  | Punkte | Klasse  | Team   | Siege   |
| ---- | --- | ------ | ------- | ------ | ------- |
| 1990 | 18. | 30     | 250 cm³ | Yamaha |         |
| 1990 | 12. | 57     | 500 cm³ | Cagiva |         |
| 1991 | 13. | 46     | 500 cm³ | Cagiva |         |
| 1992 | 13. | 29     | 500 cm³ | Cagiva |         |
| 1993 | 6.  | 125    | 500 cm³ | Suzuki | Spanien |
| 1994 | 8.  | 134    | 500 cm³ | Suzuki |         |
| 1995 | 7.  | 104    | 500 cm³ | Honda  |         |
| 1996 | 4.  | 158    | 500 cm³ | Honda  |         |
| 1997 | 9.  | 101    | 500 cm³ | Honda  |         |
| 1998 | 5.  | 138    | 500 cm³ | Honda  |         |

| Jahr | WM  | Punkte | Klasse       | Team   | Siege                   |
| ---- | --- | ------ | ------------ | ------ | ----------------------- |
| 1999 | 9.  | 110    | 500 cm³      | Honda  |                         |
| 2000 | 4.  | 163    | 500 cm³      | Honda  | Niederlande Deutschland |
| 2001 | 4.  | 182    | 500 cm³      | Honda  | Italien                 |
| 2002 | 4.  | 204    | MotoGP       | Honda  | Japan Valencia          |
| 2003 | 9.  | 101    | MotoGP       | Yamaha |                         |
| 2004 | 4.  | 165    | MotoGP       | Honda  |                         |
| 2005 | 8.  | 147    | MotoGP       | Honda  | Portugal                |
| 2006 | 6.  | 246    | Superbike-WM | Honda  | Deutschland San Marino  |
| 2007 | 10. | 115    | MotoGP       | Ducati |                         |

### Weitere Erfolge
- 1981: brasilianischer Meister 50 cm³
- 1985: brasilianischer Meister 250 cm³
- 1999: Sieg im 8-Stunden-Rennen von Suzuka mit Tadayuki Okada